# Приіртиський сільський округ
Приірти́ський сільський округ (каз. Прииртыш ауылдық округі, рос. Прииртышский сельский округ) — адміністративна одиниця у складі Железинського району Павлодарської області Казахстану. Адміністративний центр — село Приіртиське.
Населення — 885 осіб (2021; 1113 у 2009, 1801 у 1999, 2342 у 1989).
Станом на 1989 рік існувала Приіртиська сільська рада (села Безводне, Груздевка, Приіртиське, Степне, Турсумбай, Узинкамис, Урлютюб). 2018 року було ліквідовано села Безводне та Степне.

## Склад
До складу округу входять такі населені пункти:
| Населений пункт   | Старі назви | Населення, осіб (1989) | Населення, осіб (1999) | Населення, осіб (2009) | Населення, осіб (2021) |
| ----------------- | ----------- | ---------------------- | ---------------------- | ---------------------- | ---------------------- |
| Безводне, село    | -           | 268                    | 169                    | 75                     | -                      |
| Груздевка, село   | -           | 125                    | 110                    | 65                     | 38                     |
| Приіртиське, село | -           | 1304                   | 1053                   | 796                    | 766                    |
| Степне, село      | -           | 152                    | 163                    | 53                     | -                      |
| Турсумбай, село   | -           | 5                      | -                      | -                      | -                      |
| Узинкамис, село   | -           | 31                     | -                      | -                      | -                      |
| Урлютюб, село     | -           | 457                    | 306                    | 124                    | 81                     |